# Pont d'Uzunköprü
Le pont d'Uzunköprü est un pont en pierre ottoman du XVe siècle sur la rivière Ergene pres de la ville éponyme Uzunköprü, dans la province d'Edirne, au nord-ouest de la Turquie. Il est considéré comme le plus long pont de pierre du monde, avec une longueur initiale de 1 392 mètres. Commencé en 1427, sa construction fut terminée autour de 1443. Il a été construit pour faciliter la traversée de l'Ergene aux troupes ottomanes lors des crues de la rivière.

## Référence
- (en) S. Curcic, Architecture in the Balkans, Yale University Press, 2010, p. 611-612.